# Якубу, Изабель
Изабель Якубу (фр. Isabelle Yacoubou; род. 21 апреля 1986 года, Годомей, Бенин) — французская профессиональная баскетболистка, играет в амплуа центровой. В составе национальной сборной Франции стала серебряным призёром Олимпийских игр 2012 года в Лондоне.

## Биография

### Карьера
Изабель Якубу родилась 21 апреля 1986 года в городе Годомей, Бенин и жила там до 2005 года. Она представляла Бенин на молодёжных чемпионатах мира 2003 и 2005 года. После перехода во французский Тарб Жесп Бигор приняла гражданство Франции. В составе молодёжной сборной Франции Якубу выиграла бронзу на чемпионате Европы 2006 года и стала MVP турнира. Свою первую игру в главной команде провела 11 августа 2007 года в матче против команды Швеции. Участвовала в олимпийских играх 2012 года, где сборная Франции дошла до финала, в котором проиграла сборной США.
В 2012 году её клуб Рос Касарес из Валенсии выиграл Евролигу и чемпионат Испании.
11 апреля 2012 года Якубу была выбрана под общим 32-м номером на драфте ЖНБА командой «Атланта Дрим», но её не допустили до игры в ЖНБА из-за слишком большого возраста для игрока из Европы.
Перед сезоном 2012/2013 годов заключила контракт с командой «Спарта&К» из Московской области.
Вернувшись в 2022 году в свой тренировочный клуб «Тарб», она получила травму в январе 2024 года во время матча против « Шарлевиль-Мезьер» . 28 февраля «Тарб ГБ» объявила, что Якубу прекращает игровую карьеру и присоединяется к руководству клуба.

## Достижения

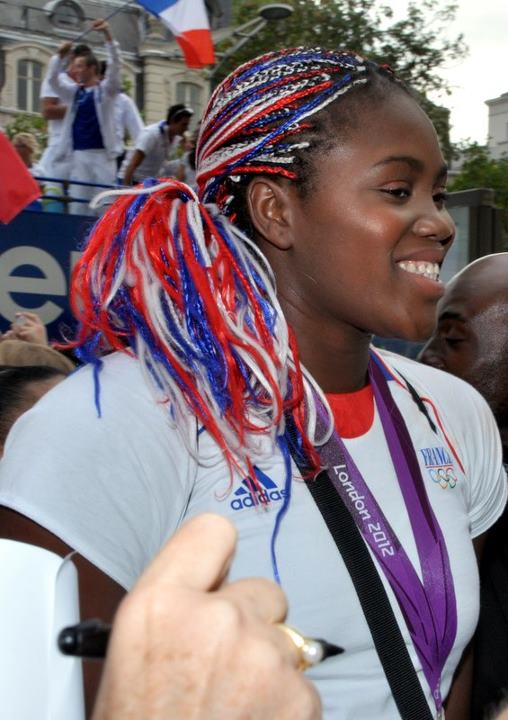
Изабель Якубу в Лондоне

- MVP молодёжного чемпионата Европы (2006)
- MVP чемпионата Франции (2009)
- Чемпионка Европы (2009)
- Чемпионка Франции (2010)
- Чемпионка Италии (2011)
- Победительница кубка Италии (2011)
- Бронзовый призёр чемпионата Европы (2011)
- Чемпионка Испании (2012)
- Победительница кубка Испании (2012)
- Победительница Евролиги (2012)
- Финалистка олимпийских игр (2012)
- Серебряный призёр чемпионата России (2013)
- Серебряный призёр чемпионата Европы (2013)
- Серебряный призёр Евролиги (2014)